# Broderie féministe

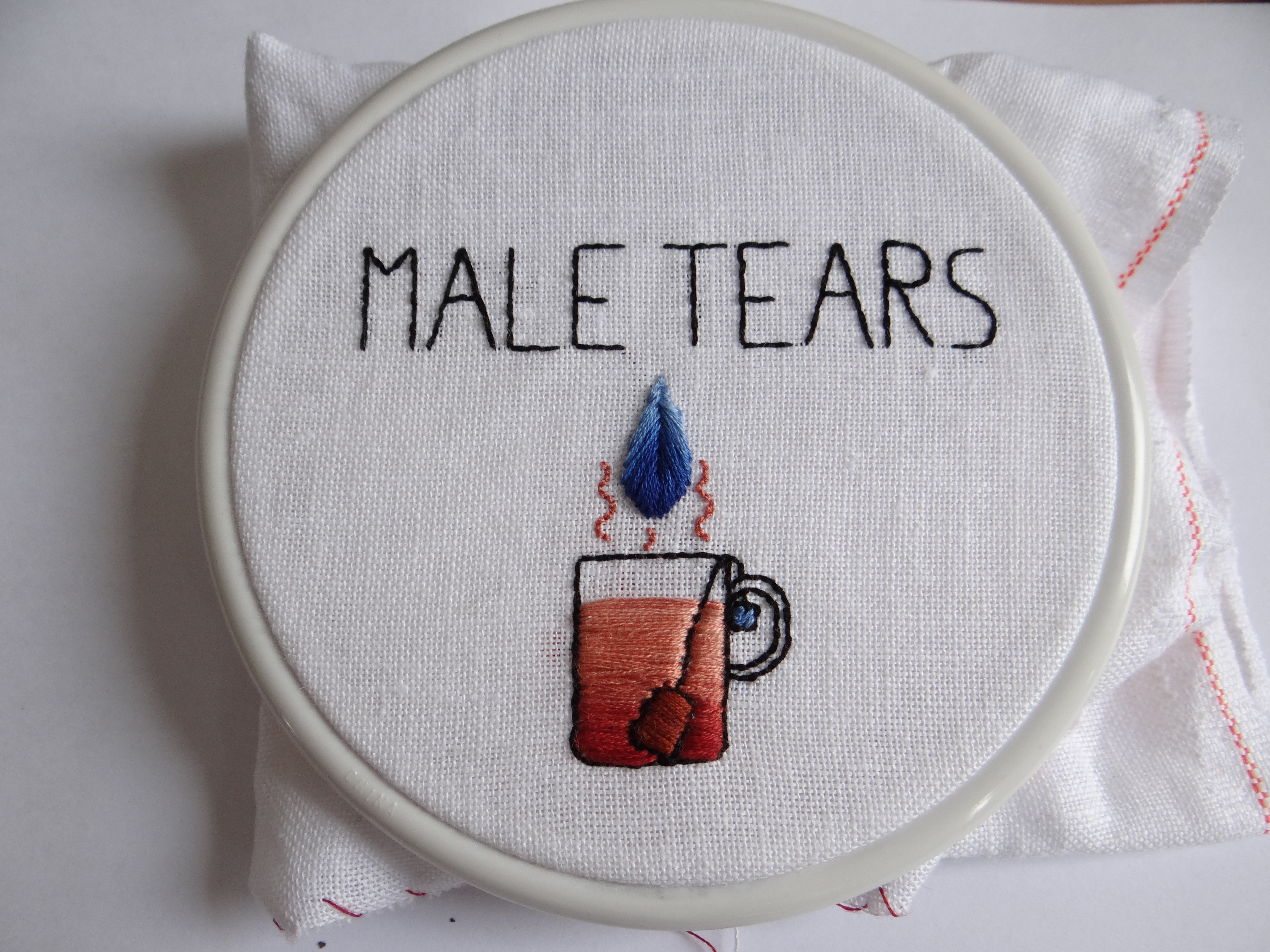
Broderie féministe illustrant des male tears.

L'art de la broderie est parfois utilisé à vocation féministe, relevant du craftivisme (en).

## Historique
Chez les féministes de la première vague, les travaux d'aiguille sont souvent invisibles ou critiqués. Les suffragettes britanniques sont souvent employées du secteur. L'étude de l'histoire oblige souvent à observer des travaux d'aiguille, seuls vestiges de l'histoire des femmes.
À partir de 1968, la « culture féminine » est mise en avant et les féministes de la seconde vague se réapproprient les travaux d'aiguille avec une visée militante, notamment avec la fabrication de patchwork. Les travaux d'aiguille modernes deviennent à nouveau un art, avec notamment une exposition consacrée en 1974 au musée d'art moderne de Montréal. À partir de cette époque en Europe et en Amérique du Nord, les travaux d'aiguilles remplissent une double fonction économique et artistique. Le féminisme tend également à se séparer en deux approches de la broderie : d'un côté celles qui souhaitent se la réapproprier à but militant, de l'autre celles qui rejettent les activités dites féminines pour se faire une place dans les passe-temps masculins.
Dans les années 1980, on observe la naissance d'un mouvement mondial de brodeuses féministes, soutenu entre autres par l'ouvrage The Subversive Stitch de Rozsika Parker en 1984. En 1980, 2 000 militantes écoféministes entourent le Pentagone de laine. La broderie devient alors un symbole de la sphère privée féminine. Des femmes remarquent par ailleurs qu'il s'agit d'un art considéré comme innocent et désuet, permettant de faire passer plus facilement un message subversif qu'on n'attend pas,.
Dans les années 2000, l'Organisation des Nations unies mobilise les travaux d'aiguille pour l'émancipation des femmes et pour les aider à témoigner sur leurs conditions de vie, notamment avec un groupe congolais où des participantes brodent des représentations des viols de guerre qu'elles ont subis et que des bénévoles américaines transforment ensuite en patchwork.
Dans les années 2010 et 2020, la broderie féministe gagne encore en visibilité, notamment grâce à sa mise en valeur sur le réseau social Instagram : il s'agit d'un art visuel qui se prête bien à la photographie et au partage en ligne,. Des sujets communs sont les menstruations, des insultes envers les systèmes d'oppression, la justice sociale et les inégalités de genre. En 2017 lors de la Marche des femmes, l'activité gagne rapidement en popularité et en visibilité avec l'installation artistique de Shannon Downey, qui arbore une broderie géante affirmant « Je suis tellement énervée que j’ai brodé ceci juste pour pouvoir poignarder quelque chose 3000 fois ». Des femmes créent également des ateliers non-mixtes pour retrouver l'espace privé et féminin associé à la broderie. Des hommes se mettent aussi à la broderie dans une démarche critique des stéréotypes de genre.

## Personnalités notables
En France, Raymonde Arcier est une artiste textile et militante féministe, créant en artiste autodidacte des objets tricotés représentants symboliquement l'asservissement des femmes à travers les tâches domestiques. Elle agrandit les sacs de courses, les serpillières et tous objets pour signifier l'importance des tâches qu'ils représentent,. Annette Messager crée des broderies féministes dans les années 1970 et en particulier dans sa Collection de proverbes de 1974,.
Aux États-Unis, l'installation artistique The Dinner Party est dotée d'une nappe sur laquelle sont brodés les noms de 39 femmes représentées. Karo Karolina crée Abortion Embroidery, un projet de broderies représentant des messages pro-avortement.
En Inde, Sarah Naqvi crée des broderies représentant les menstruations.